# Avicularia bicegoi
Avicularia bicegoi là một loài nhện trong họ Theraphosidae, thuộc chi Avicularia. Loài nhện này có ở Brasil.